# レキウ級フリゲート
| レキウ級フリゲート | レキウ級フリゲート                                       | レキウ級フリゲート                          |
| ------------------ | -------------------------------------------------------- | ------------------------------------------- |
|                    |                                                          |                                             |
| 艦級概観           |                                                          |                                             |
| 艦種               | フリゲート                                               | フリゲート                                  |
| 艦名               | マラッカ王国の戦士                                       | マラッカ王国の戦士                          |
| 前級               | カスツーリ級フリゲート                                   | カスツーリ級フリゲート                      |
| 次級               |                                                          |                                             |
| 性能諸元           |                                                          |                                             |
| 排水量             | 基準: 1,845 t                                            | 基準: 1,845 t                               |
| 排水量             | 満載: 2,270 t                                            |                                             |
| 全長               | 106 m                                                    | 106 m                                       |
| 全幅               | 12.75 m                                                  | 12.75 m                                     |
| 吃水               | 3.08 m                                                   | 3.08 m                                      |
| 機関               | CODAD方式                                                | CODAD方式                                   |
| 機関               | MTU 20V1163 TB93 ディーゼルエンジン (10,000 hp (7.5 MW)) | 4基                                         |
| 機関               | スクリュープロペラ                                       | 2軸                                         |
| 速力               | 28ノット                                                 | 28ノット                                    |
| 航続距離           | 5,000海里 (14kt巡航時)                                   | 5,000海里 (14kt巡航時)                      |
| 乗員               | 146名 (うち士官18名)                                     | 146名 (うち士官18名)                        |
| 兵装               | Mk.2 57mm単装速射砲                                      | 1基                                         |
| 兵装               | DS30B 30mm機銃                                           | 2基                                         |
| 兵装               | GWS-26短SAM用VLS (16セル)                                | 1基                                         |
| 兵装               | エグゾセMM40 SSM 4連装発射筒                             | 2基                                         |
| 兵装               | B515 3連装短魚雷発射管                                   | 2基                                         |
| 艦載機             | スーパーリンクス300 哨戒ヘリ                             | 1機                                         |
| C4I                | NAUTIS-F戦術情報処理装置 (リンクY Mk.2対応)              | NAUTIS-F戦術情報処理装置 (リンクY Mk.2対応) |
| レーダー           | DA-08 対空捜索用                                         | 1基                                         |
| レーダー           | シージラフ 150HC 低空警戒/対水上捜索用                   | 1基                                         |
| レーダー           | マルコーニ 1802SW 射撃指揮                               | 2基                                         |
| ソナー             | TSM 2633 LF 艦底装備式                                   | 1基                                         |
| 電子戦・ 対抗手段  | BAE メンター-A 電波探知装置                              | BAE メンター-A 電波探知装置                 |
| 電子戦・ 対抗手段  | タレス・シミター電波妨害装置                             |                                             |
| 電子戦・ 対抗手段  | スーパー・バリケード チャフ・フレア発射機                | 2基                                         |
| 電子戦・ 対抗手段  | シー・サイレン 対魚雷囮装置                              |                                             |

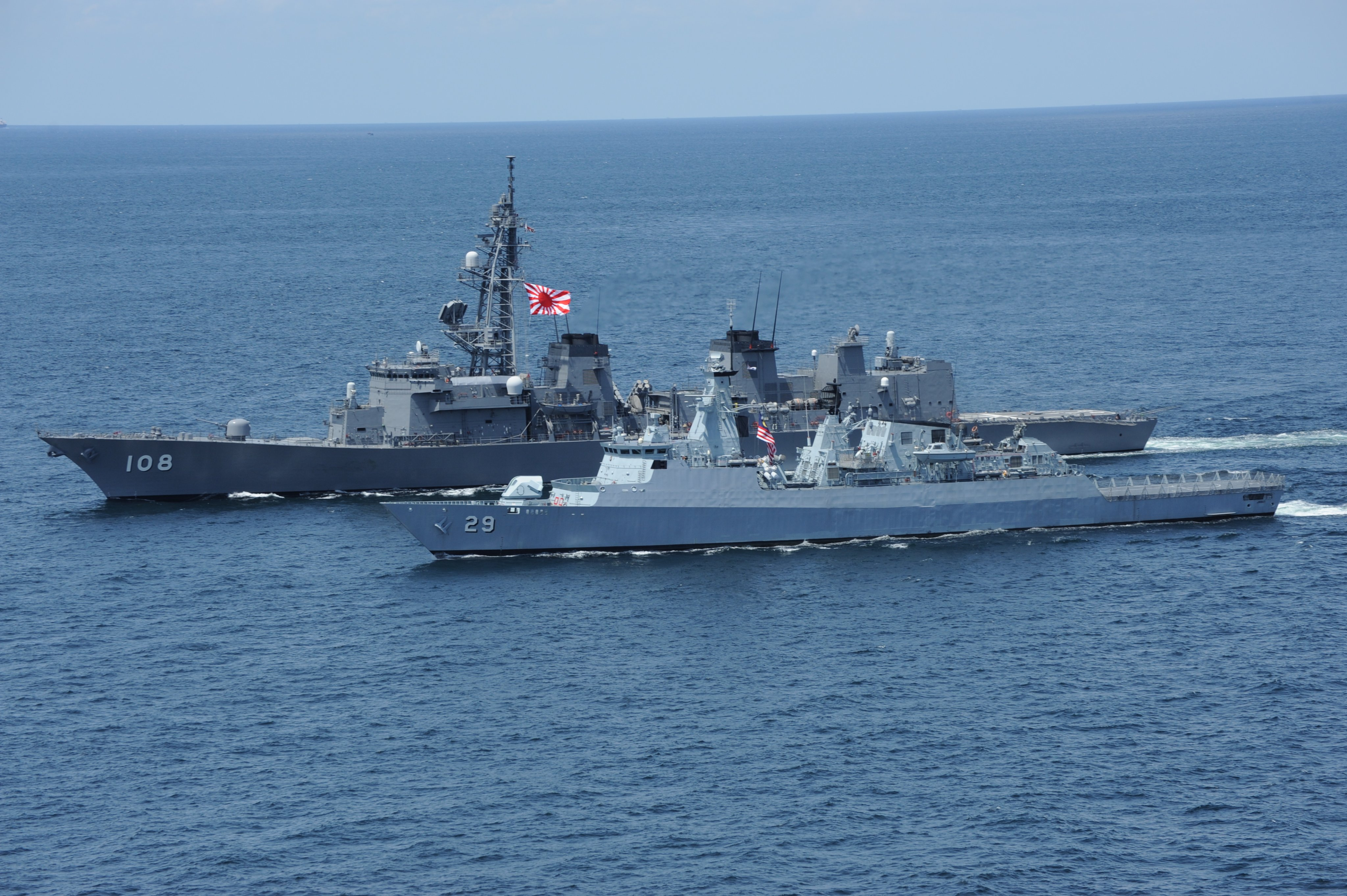
護衛艦「あけぼの」とマレーシア海軍フリゲート「ジェバット」の日馬親善訓練

レキウ級フリゲート（英語: Lekiu-class frigate）はマレーシア海軍が運用するフリゲートの艦級。開発はイギリス・ヤーロウ・シップビルダーズ社が行ない、1999年に2隻が就役した。また、発展型2隻の建造も計画されている。

## 設計
本級の設計は、ヤーロウ社ではフリゲート2000と称されている。船型としては長船首楼型を採用しており、船首楼の前部には2層の艦橋構造物が、また後半部には1層の後部上部構造物が設けられている。なお、レーダー断面積低減のため、船体・上部構造物ともに傾斜が付されているが、電波吸収体塗料は塗布されていない。
主機関としては、MTU 20V1163 TB93ディーゼルエンジン4基をCODAD方式に配してスクリュープロペラ2軸を駆動する方式とされた。なおこれは、マレーシア海軍が既に運用していたドイツ製のカスツーリ級フリゲートと同系列の構成である。

## 装備
戦術情報処理装置としては、プレッシー社（現在のGECマルコーニ）のNAUTIS-F（Naval Autonomous Information System）が搭載されている。これは、イギリス海軍のサンダウン級機雷掃討艇向けの掃海艇情報処理装置であるNAUTIS-Mをもとに汎用化して開発されたものであり、VMEバスによりMC68040をデュアルプロセッサ構成とした電子計算機を中心として、8基のコンソール（うち3基は武器管制用）が配されている。また戦術データ・リンクとしてリンクY Mk.2（4.8 kbps）に対応するほか、EADS社によるHF/VHF/UHF統合通信装置を備えている。
主センサーとなるシージラフ 150HCレーダーは、艦橋構造物上の前檣上に搭載された。これはスウェーデンのエリクソン社が開発したCバンドの低空警戒・対水上レーダーでありレーダー断面積0.1㎡のシースキマー型対艦ミサイルを27 km (15 nmi)で探知する性能を備えていた。またこれを補完する長距離捜索レーダーとして、DA-08を後檣上に搭載している。これはオランダのタレス・ネーデルラント社が開発したSバンドのレーダーで、レーダー断面積2㎡の目標を78–92 nmi (144–170 km)で探知する性能を備えていた。ソナーとしては、やはりオランダのタレス・アンダーウォーター・システムズ社のTSM-2633スフェリオン・ソナー（7キロヘルツ級）を艦底に装備する。
本級の武器システムの特徴のひとつが、個艦防空ミサイルとして垂直発射式のGWS-26 シー・ウルフを採用していることである。これは、イギリス海軍向けに建造された艦以外では初の装備であった。VLSは艦橋構造物直前の船楼前端に設置されており、またその射撃指揮レーダーであるマルコーニ 1802SWは、艦橋構造物上と後部上構後端に1基ずつを搭載する。砲熕兵器としては、ボフォースMk.2 57mm単装速射砲を艦首甲板に、また近接防御用のDS30B 30mm機銃を煙突両脇の船楼上両舷に配置する。主砲の射撃指揮用の副方位盤として、光学式のRademac 2400が艦橋構造物上に設置されている。なお30mm機銃はRWS上に架されており、主砲射撃指揮装置からのデータによる射撃も可能である。対潜兵器としては、後部上構両脇の船楼上両舷にB515 3連装短魚雷発射管を備えており、ここからスティングレイ短魚雷を発射することができる。また後部上部構造物および船楼内には、ハンガーが設置されており、中型ヘリコプター1機を収容することができる。

## 同型艦
マレーシア海軍は1992年3月31日に2隻を発注し、翌1993年3月より建造を開始した。当初はこれらは1996年に就役する予定であったが、上記のように意欲的な設計を採用したことからシステム統合にはかなりの困難を伴い、就役は1999年までずれこんだ。これらの艦には、マラッカ王国の有名な戦士の名前がつけられたが、その年次などを考慮して、建造順序では後発となる「ジェバット」(29) に対し、より若い艦番号が付与されている。
| #  | 艦名                | 起工       | 進水          | 就役           |
| -- | ------------------- | ---------- | ------------- | -------------- |
| 30 | レキウ KD Lekiu     | 1994年3月  | 1994年12月3日 | 1999年10月7日  |
| 29 | ジェバット KD Jebat | 1994年11月 | 1995年5月27日 | 1999年11月18日 |